# Бруност
Бруност (від норв. brunost — «коричневий сир»; швед. mesost) — особливий сорт сиру, який виготовляється в Скандинавських країнах, зокрема Норвегії. Має коричневий колір і солодкавий смак.
Ідея виготовлення сиру бруност належить Анне Гув (Anne Hov).